# Castello di Libštejn
Il castello di Libštejn (in ceco Zámek Libštejn) si trova a Liblín comune nel Distretto di Rokycany, Regione di Plzeň in Repubblica Ceca. Si tratta di un edificio edificato nel XIV secolo, ridotto in rovine e considerato monumento culturale nazionale.

## Storia

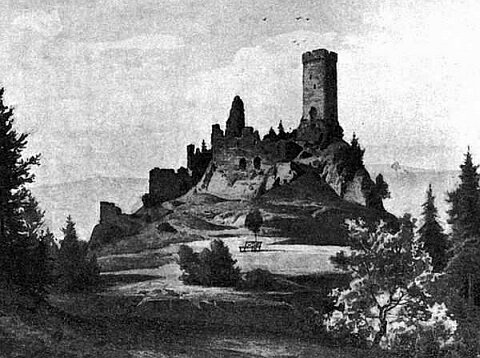
Immagine delle rovine del castello in una stampa della fine del XIX secolo

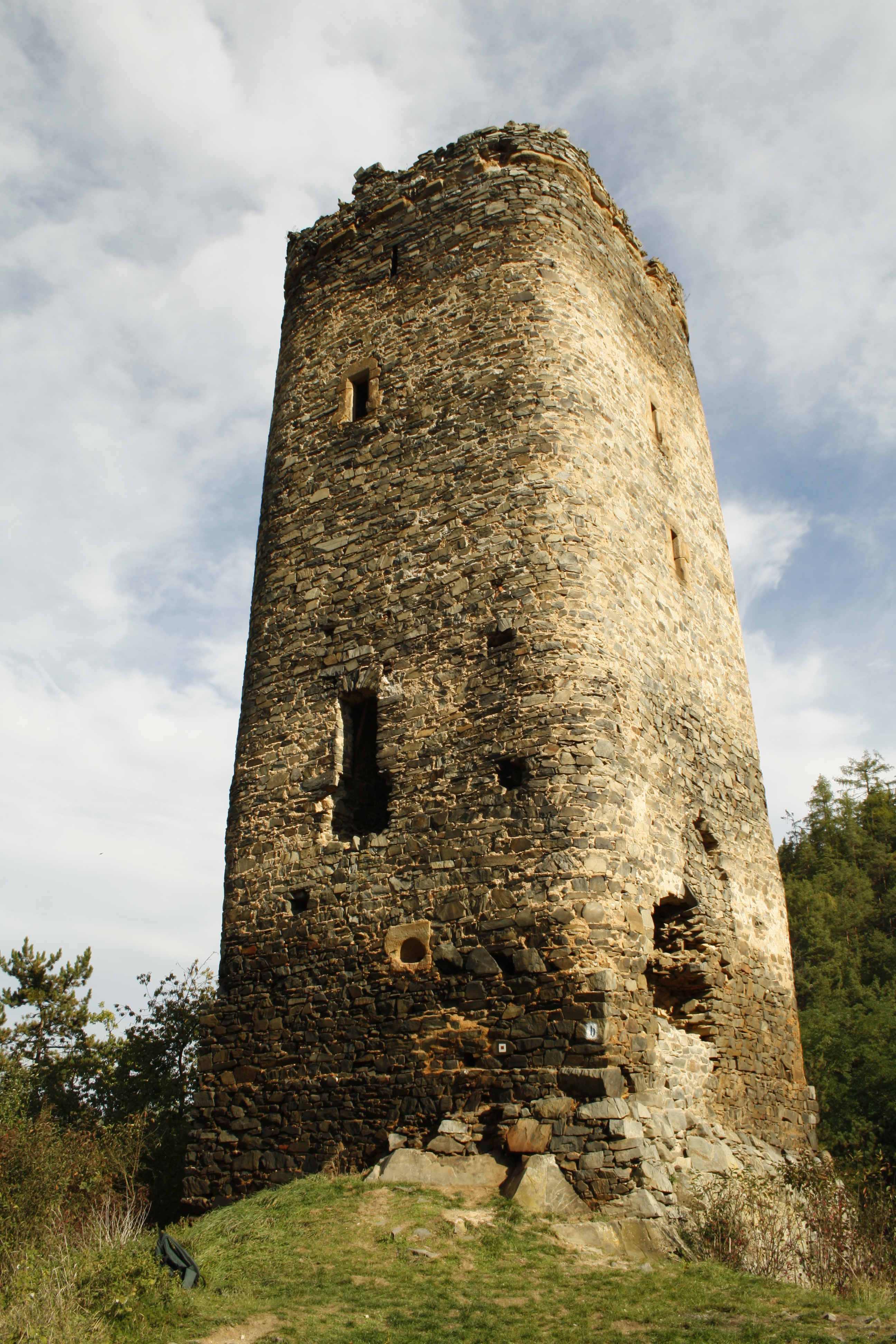
Mastio del castello

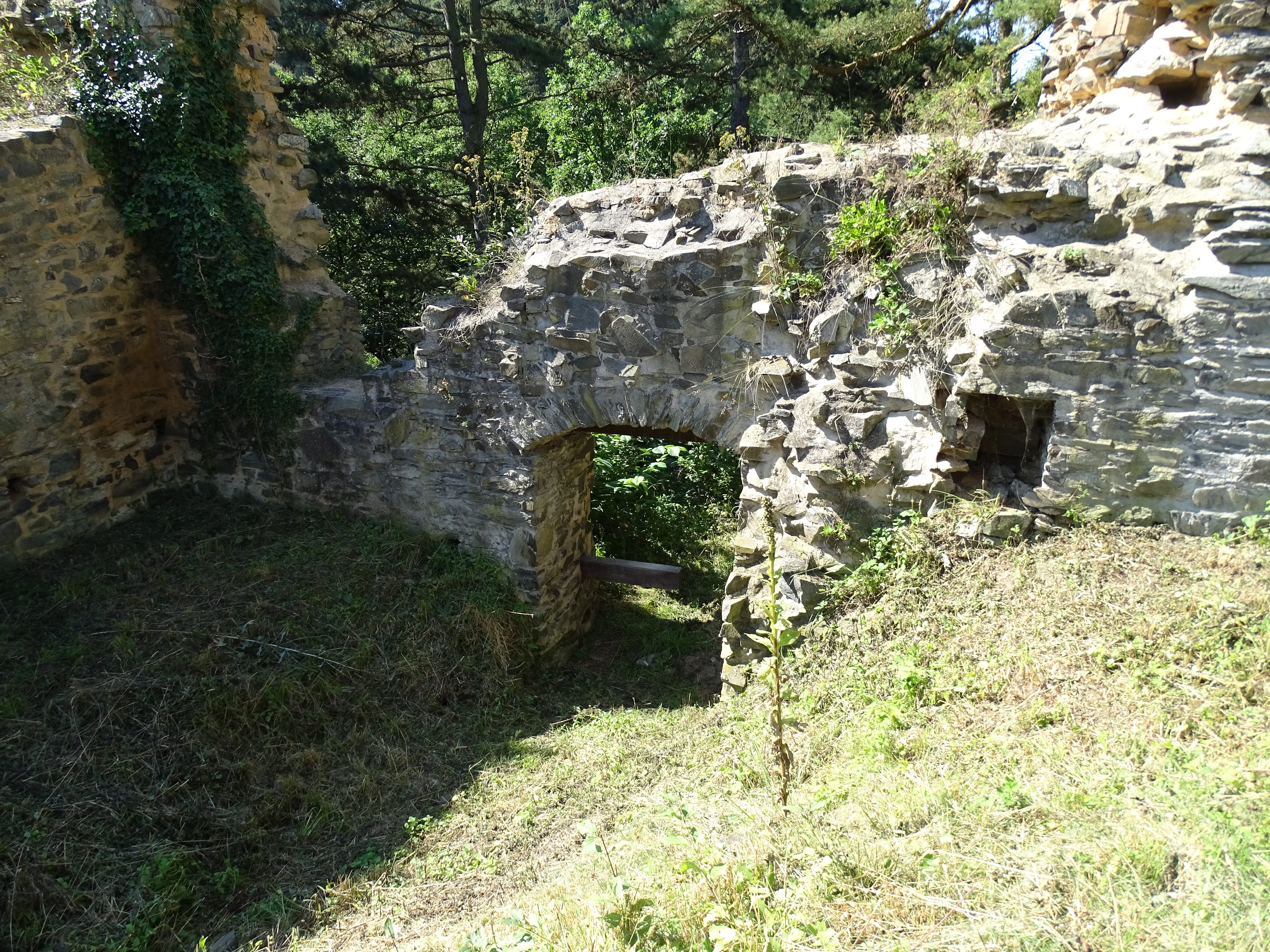
Particolare delle rovine del castello

La prima menzione del castello risale al 1361 quando il signore che ne decise la costruzione fu Oldřich Tista z Hedčan. Dalla fine del XIV secolo appartenne all'importante famiglia comitale boema dei Kolowrat. Nel 1430 gli hussiti assediarono il castello e in parte lo espugnarono. Nel 1540 Jan Libštehnský von Kolowrat vendette il castello alla famiglia Valdštejn che provvide a restaurarlo e rafforzarlo. Alla fine del XVI secolo entrò in possesso della famiglia Gryspek di Kaceřov ma i proprietari non abitarono nel castello e questo cominciò a deperire. I danni peggiori vennero procurati durante la guerra dei trent'anni perché nel 1639 fu saccheggiato e dato alle fiamme. In breve il castello cominciò a cadere in rovina e già nel 1590 era considerato abbandonato e la sua funzione di centro della tenuta fu assunta dal comune di Liblín. Le murature del castello vennero in parte demolite e utilizzate per la costruzione di numerose abitazioni nelle zone vicine. Nonostante lo stato nel quale si trova è diventato oggetto di visite anche per il fatto di essere considerato monumento culturale nazionale.

## Descrizione
Le rovine del castello di Libštejn si trovano a sud di Liblín, comune nella Regione di Plzeň in Repubblica Ceca. Posta in posizione elevata, su una collina rocciosa al centro della conca sopra la riva destra del Berounka, la struttura è formata principalmente dall'alta torre a base quadrangolare e dai resti di edifici residenziali con altre due torri di dimensioni molto minori. La torre che ci è pervenuta era considerata all'epoca, prima dell'avvento delle artiglierie, particolarmente rinforzata. I resti degli edifici che sono rimasti occupano una superficie notevole e delimitano piccoli cortili. Sul lato a sud si trova un ingresso con arco a tutto sesto. Ci sono pervenuti anche i resti della cappella gentilizia, sul lato sud ovest. Sui lati est ed ovest sono ancora visibili i resti del fossato.

### Monumento culturale della Repubblica Ceca
La tutela dei monumenti della Repubblica Ceca considera il complesso quasi diroccato del castello di Libštejn coi diversi edifici che ne fanno parte un monumento culturale nazionale tutelato col numero di catalogo 1000158462.